# Yuleba
Yuleba – miasto w Australii, w stanie Queensland.